# Scheibenhard
Scheibenhard – miejscowość i gmina we Francji, w regionie Grand Est, w departamencie Dolny Ren.
Według danych na rok 1990 gminę zamieszkiwały 513 osoby, a gęstość zaludnienia wynosiła 111 osób/km² (wśród 903 gmin Alzacji Scheibenhard plasuje się na 457. miejscu pod względem liczby ludności, natomiast pod względem powierzchni na miejscu 516.).